# Ватажка
Ватажка — село в Володарском районе Астраханской области России. Входит в состав Марфинского сельсовета.

## География
Село находится в юго-восточной части Астраханской области, на левом берегу протоки Конная дельты реки Волги, на расстоянии примерно 14 километров (по прямой) к востоку от посёлка Володарский, административного центра района. Абсолютная высота — 26 метров ниже уровня моря.
Климат умеренный, резко континентальный. Характеризуется высокими температурами летом и низкими — зимой, малым количеством осадков, а также большими годовыми и летними суточными амплитудами температуры воздуха.

## Население
| 2002 | 2010 |
| ---- | ---- |
| 190  | ↘172 |

По данным Всероссийской переписи, в 2010 году численность населения села составляла 172 человек (79 мужчин и 93 женщины). Согласно результатам переписи 2002 года, в национальной структуре населения русские составляли 83 %.

## Улицы
Уличная сеть села состоит из 4 улиц.